# Blythia hmuifang
Blythia hmuifang — вид змій родини полозових (Colubridae). Ендемік Індії. Описаний у 2017 році.

## Поширення і екологія
Blythia hmuifang відомі з двох місцевостей в штаті Мізорам у Північно-Східній Індії, одна з яких розташована поблизу Хмуйфанга в окрузі Айзавл, а друга — поблизу села Лунгкавлх в окрузі Серчхіп. Можливо, вони також зустрічаються в Маніпурі, Нагаленді та сусідніх районах М'янми. Вони живуть у вологих гірських тропічних лісах, на висоті від 1430 до 1619 м над рівнем моря, де середньорічна кількість опадів становить 3100 мм.